# Steuerbezirk Straßburg
Der Steuerbezirk Straßburg war in der ersten Hälfte des 19. Jahrhunderts einer der 89 Bezirke der Provinz Kärnten. Er umfasste die drei Steuergemeinden Straßburg Stadt, Straßburg Land und St. Georgen in ihren damaligen Grenzen. Der Bezirk umfasste eine Fläche von 19255 Joch, das entspricht etwa 111 km².
Benannt war der Bezirk nach dem Hauptort Straßburg-Stadt mit Schloss Straßburg. 1847 war Joseph Gabriel Gregoritsch Bezirkskommissär, der Bezirk hatte damals 3487 Einwohner.
Im Zuge der Reformen nach der Revolution von 1848/49 wurden die Steuerbezirke aufgelöst. Aus den drei Steuergemeinden des Steuerbezirks Straßburg wurde die politische Gemeinde Straßburg gebildet, die im Bezirk St. Veit an der Glan liegt. Seit einer Änderung der Gemeindegrenzen 1924/55 gehört rund ein Zehntel des ehemaligen Steuerbezirks Straßburg zur Gemeinde Gurk.